# El buitre (Kafka)
El buitre es un cuento con elementos de parábola que fue escrito por Franz Kafka en 1920. Fue publicado en 1936 por Max Brod en la colección Beschreibung eines Kampfes.

## Antecedentes
En el otoño de 1920, Kafka rompió con su amante Milena Jesenská. Una serie de breves piezas en prosa surgieron en una oleada productiva. Cabe mencionar aquí El escudo de la ciudad, El timonel, De noche, La comunidad, Se encuentra nuestro pueblito... (también conocida como "El rechazo"), Sobre la cuestión de las leyes, El levantamiento de tropas, La prueba, El trompo, Pequeña fábula, Poseidón y también El buitre. Kafka no publicó estas obras con sus conexiones internas, los títulos provienen en gran parte de Max Brod.

## Trama
Un narrador en primera persona describe cómo un buitre, que ya le ha desgarrado las botas y las medias, le picotea los pies. Pasa un señor y le pregunta por qué tolera al buitre. El narrador se describe a sí mismo como indefenso. Sacrificó sus pies para evitar que el animal le saltara en la cara. El caballero se sorprende de esta tortura y dice que el buitre podría ser acabado de un tiro. El narrador le pide al señor que haga esto por él. Sin embargo, primero se debe buscar el rifle. El buitre escuchó la conversación y obviamente entendió. Con gran balanceo mete su pico en la boca del narrador. El buitre se ahoga “irrecuperablemente” en las masas de sangre resultantes, mientras que el narrador se siente liberado.

## Forma
Se puede apreciar una división a tres partes:
- Descripción introductoria de la situación con el buitre.
- Conversación con el señor como parte más larga de la pieza.
- Reacción y muerte del buitre

La perspectiva narrativa tiene múltiples capas. Hay un narrador en primera persona que habla de la muerte del buitre al final. En vista de los chorros de sangre, parece obvio en un principio que él mismo también encuentra la muerte, pero eso no se dice explícitamente. Además, ¿cómo podría entonces presentarnos la historia? ¿Habla desde el reino de los muertos o ha vencido a la muerte en una especie de catarsis en el momento de mayor peligro?

## Análisis de texto
El narrador es atacado por un gran carroñero. El narrador se refiere a ello como obra del buitre, por cierto, algo casi legitimado, inevitable. No se explica en detalle cómo se cambió la cara por los pies ofrecidos. Obviamente hubo un entendimiento entre la víctima y el buitre, al menos gestual. La conversación con el hombre es extraña. Dada la situación, la intervención inmediata o una solicitud de intervención inmediata hubiera sido apropiada y no esta conversación laboriosa, que es más una justificación de por qué el narrador no se defiende de forma más enérgica. El animal, por otro lado, es poderoso en su fuerza física tranquila y su naturaleza resuelta, en contraste con el vacilante narrador, que casi parece admirar al buitre. El buitre escucha en silencio la conversación entre los dos hombres, en realidad como un tercer participante, para luego llevar a cabo su obra de destrucción de manera furiosa.
La pequeña historia se desarrolla de manera casi incómoda al principio, principalmente debido a los discursos directos de la parte central. Las dos últimos oraciones, sin embargo, parecen una secuencia densamente empaquetada hasta el clímax, en el que todo se concentra:
- la intención del buitre
- el horrible picotazo
- el sentido de liberación del narrador que cae
- los chorros de sangre en que se ahoga el buitre